# The Stone Boy
The Stone Boy è un film del 1984 diretto da Christopher Cain, basato sul corto del 1957 The Stone Boy diretto da Gina Berriault, sceneggiatrice della pellicola.

## Distribuzione
Il film è stato distribuito limitatamente a partire dal 4 aprile 1984.